# Wieden (Wiedeń)
Wieden ([ˈviːdn̩]ⓘ) – czwarta dzielnica Wiednia leżąca wewnątrz tzw. wiedeńskiego „Gürtel”, czyli dosłownie „pasa” ulic ciągnących się wokół miasta, wybudowanych w miejscu dawnych murów miejskich.
Dzielnica ta powstała w roku 1850 po połączeniu małych miasteczek wokół miasta, w roku 1861 została podzielona i utraciła część terenów na rzecz nowo powstałej piątej dzielnicy Margareten. Wieden jest typową dzielnicą miejską gęsto zabudowaną z niewielkim obszarem terenów zielonych.

## Historia
Po raz pierwszy wzmianka o Wieden pojawiła się w roku 1137, jest to zatem jedno z najstarszych miasteczek, które zostały przyłączone do Wiednia. Główna ulica miasteczka-Wiedner Hauptstrasse-jest prawdopodobnie jeszcze starsza. Za panowania Karola VI Habsburga na wschód od Hauptstrasse wybudowano, a później rozbudowano cesarską letnią rezydencję zwaną „Nowa Favorita”. Jego córka, Maria Teresa, zrezygnowała z „Novej Favority” i odsprzedała budynek jezuitom, którzy przekształcili rezydencję w prywatną instytucję wychowawczą – dziś znaną jako bardzo poważane gimnazjum Theresianum.
W 1737 postawiono na terenach czwartej dzielnicy kościół św. Karola Boromeusza (niem. Karlskirche), który jest jedną z najważniejszych budowli sakralnych Austrii.

## Atrakcje turystyczne czwartej dzielnicy

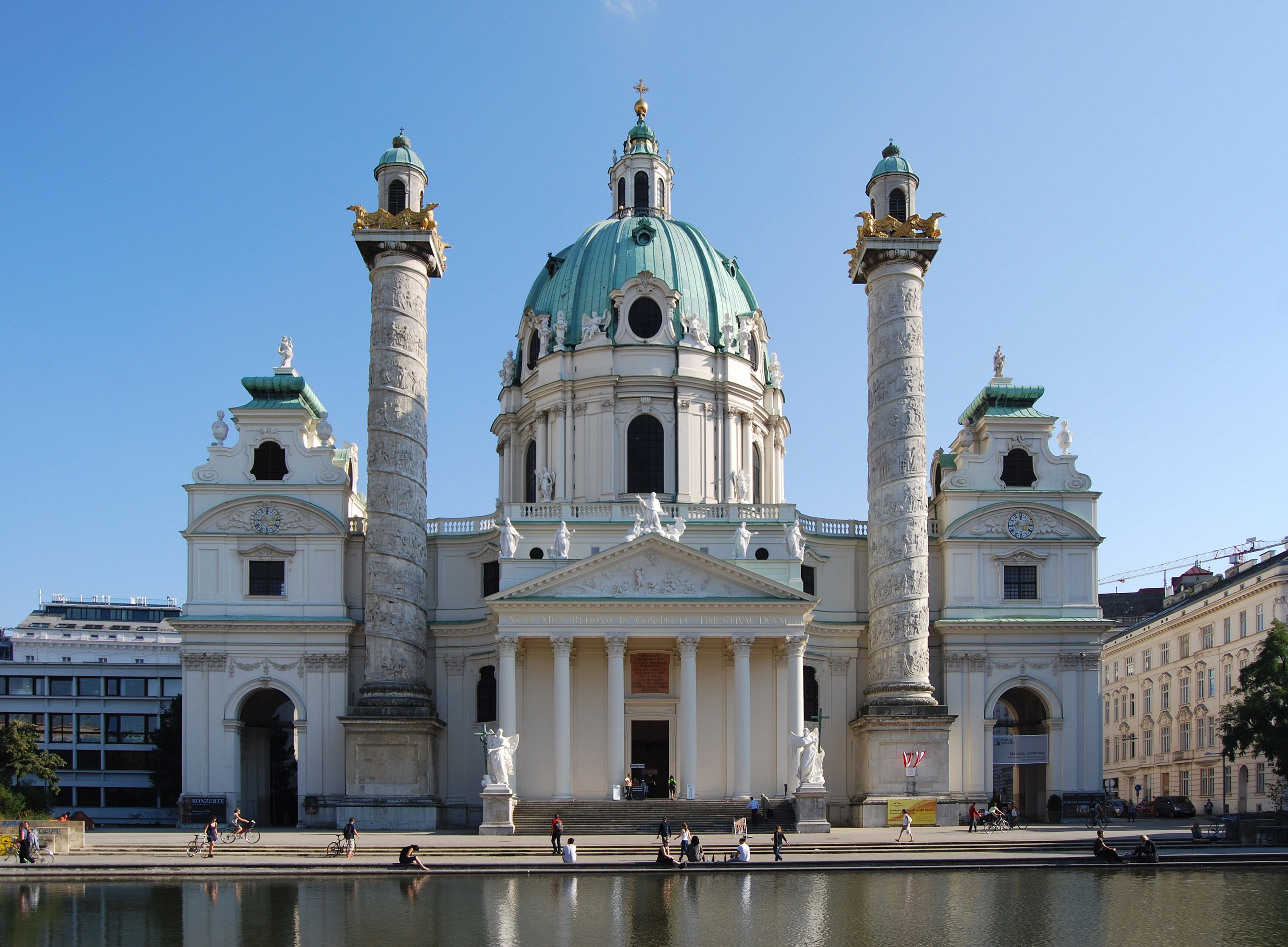
Kościół św. Karola Boromeusza w Wiedniu

- Kościół św. Karola Boromeusza w Wiedniu
- Paulanerkirche
- stacja metra Karlsplatz (budynek zaprojektowany przez Otto Wagnera)
- Theresianum
- Muzeum Wien
- fontanna Mozarta

W czwartej dzielnicy znajduje się również siedziba austriackiego publicznego radia i telewizji powstała w 1967 roku – ORF.